# Тренчинський край

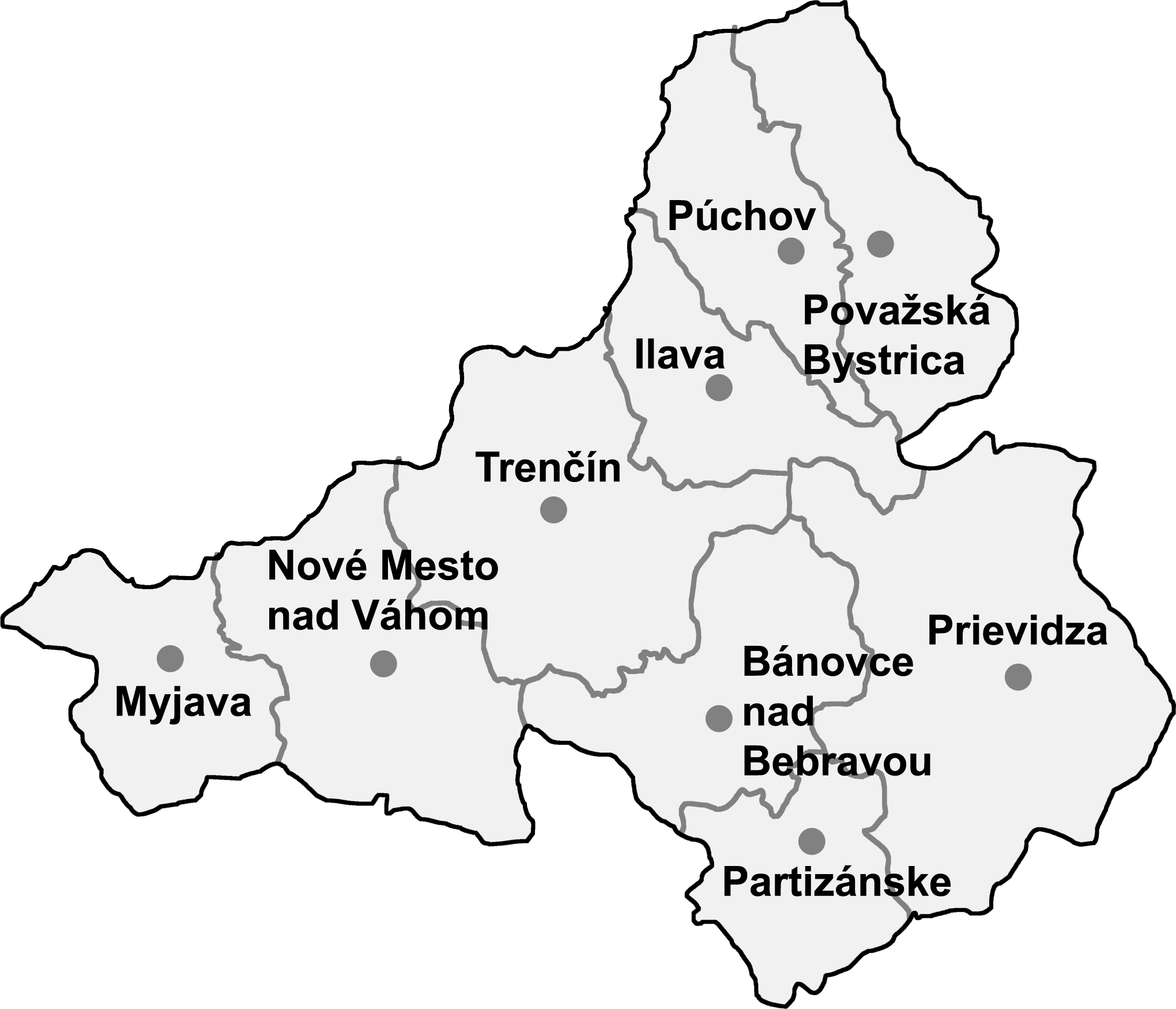
Округи Тренчинського краю

Тренчинський край (словац. Trenčiansky kraj) — адміністративна одиниця (словац. správny celok) та один з восьми країв Словаччини з адміністративним центром у місті Тренчин.

## Історія
Регіон був створений у 1996 році: раніше він був частиною Західно-Словацького регіону (Західнословенський край) та частково центрального Словацького регіону (Стредословенський край). 

## Географія
Розташований в західній Словаччині. На північному сході межує з Жилінським краєм, на південному сході з Банськобистрицьким краєм, на півдні з Нітранським краєм, на південному заході з Трнавським краєм, на заході з Чехією (Злінський край).
Площа краю становить 4 501,9 км², населення: 599 859 осіб (2008), 598 819 осіб (2010).

## Населення
| Рік:            | 1994.   | 2004.   | 2014.   | 2024.   |
| --------------- | ------- | ------- | ------- | ------- |
| Кількість осіб: | 608 990 | 601 392 | 591 233 | 565 572 |
| Різниця:        |         | -1,24 % | -1,68 % | -4,34 % |

| Рік:            | 2023.   | 2024.   |
| --------------- | ------- | ------- |
| Кількість осіб: | 568 102 | 565 572 |
| Різниця:        |         | -0,44 % |

## Адміністративний поділ
На території Тренчинського краю знаходиться 275 населених пунктів (громад, obec), в тому числі 18 міст:
- Бановце-над-Бебравоу
- Бойніце
- Брезова-под-Брадлом
- Гандлова
- Дубніца-над-Вагом
- Ілава
- Миява
- Немшова
- Нова Дубниця
- Новаки
- Нове Место-над-Вагом
- Партизанське
- Поважська Бистриця (Поважска Бистриця)
- Превідза (Прьєвідза, Пріевідза)
- Пухов
- Стара Тура
- Тренчин
- Тренчанське Теплиці.

### Округи
Тренчинський край складається з 9 округів (словац. okresov) (районів):
- Бановце-над-Бебравоу (округ)
- Ілава (округ)
- Миява (округ)
- Нове Место-над-Вагом (округ)
- Партизанське (округ)
- Поважська Бистриця (округ)
- Превідза (округ)
- Пухов (округ)
- Тренчин (округ)